# Rosa Mystica
Rosa Mystica è la rosa creata nel 150º anno dalla proclamazione del dogma dell'Immacolata Concezione per volontà della Fondazione per i Beni e le Attività Artistiche della Chiesa in onore della Vergine Madre. È stata presentata a Roma il 1º dicembre 2005.
È una rosa dalle particolari caratteristiche di candore e rusticità, boccioli affusolati, bianchi soffusi di rosa, in apertura bianco-avorio con sfumature rosso-rosa.
La rosa è stata ibridata dal sanremese Antonio Marchese.